# 93-XX
Classificazione delle ricerche matematiche: sezioni di livello 1

00-XX 01 03 05 06 08 | 11 12 13 14 15 16 17 18 19 20 22 | 26 28 30 31 32 33 34 35 37 39 40 41 42 43 44 45 46 47 49 | 
 51 52 53 54 55 57 58 | 60 62 65 68 | 70 74 76 78 | 80 81 82 83 85 86 | 90 91 92 93 94 97-XX
93-XX è la sigla della sezione primaria dello schema di classificazione
MSC dedicata a teoria dei sistemi
e teoria del controllo.
La pagina attuale presenta la struttura ad albero delle sue sottosezioni secondarie e terziarie.

## 93-XX
teoria dei sistemi; controllo
{per il controllo ottimale, vedi 49-XX}
- 93-00 opere di riferimento generale (manuali, dizionari, bibliografie ecc.)
- 93-01 esposizione didattica (libri di testo, articoli tutoriali ecc.)
- 93-02 presentazione di ricerche (monografie, articoli di rassegna)
- 93-03 opere storiche {!va assegnato almeno un altro numero di classificazione della sezione 01-XX}
- 93-04 calcolo automatico esplicito e programmi (non teoria della computazione o della programmazione)
- 93-06 atti, conferenze, collezioni ecc.

## 93Axx
generale
- 93A05 teoria assiomatica dei sistemi
- 93A10 sistemi generali
- 93A13 sistemi gerarchici
- 93A14 sistemi decentralizzati
- 93A15 sistemi di larga scala
- 93A30 modellizzazione matematica (modelli di sistemi, adeguatezza del modello ecc.)
- 93A99 argomenti diversi dai precedenti, ma in questa sezione

## 93Bxx
controllabilità, osservabilità e strutture dei sistemi
- 93B03 insiemi raggiungibili
- 93B05 controllabilità
- 93B07 osservabilità
- 93B10 struttura canonica
- 93B11 semplificazione della struttura dei sistemi
- 93B12 sistemi a struttura variabile
- 93B15 realizzazioni a partire dai dati di ingresso-uscita
- 93B17 trasformazione
- 93B18 linearizzazioni
- 93B20 rappresentazioni minimali dei sistemi
- 93B25 metodi algebrici
- 93B27 metodi geometrici
- 93B28 metodi della teoria degli operatori [vedi anche 47A48, 47A57, 47B35, 47N70]
- 93B30 identificazione dei sistemi
- 93B35 sensitività (robustezza)
- 93B36 controllo H&infty;
- 93B40 metodi computazionali
- 93B50 problemi di sintesi
- 93B51 tecniche di progettazione (progettazione robusta, progettazione assistita dal computer ecc.)
- 93B52 controllo della retroazione
- 93B55 problemi di collocazione del punto di partenza?pole e del punto di zero
- 93B60 problemi agli autovalori
- 93B99 argomenti diversi dai precedenti, ma in questa sezione

## 93Cxx
sistemi di controllo
- 93C05 sistemi lineari
- 93C10 sistemi nonlineari
- 93C15 sistemi governati da equazioni differenziali ordinarie [vedi anche 34H05]
- 93C20 sistemi governati da equazioni differenziali alle derivate parziali [vedi anche 35B37]
- 93C23 sistemi governati da equazioni differenziali funzionali [vedi anche 34K35]
- 93C25 sistemi in spazi astratti
- 93C30 sistemi governati da relazioni funzionali diverse dalle equazioni differenziali e dalle equazioni integrali
- 93C35 sistemi a molte variabili
- 93C40 controllo adattivo
- 93C41 problemi con informazioni incomplete
- 93C42 sistemi a controllo sfumato
- 93C55 sistemi a tempo discreto
- 93C57 sistemi a dati campionati
- 93C62 sistemi digitali
- 93C65 sistemi ad eventi discreti
- 93C70 analisi della scala dei tempi e perturbazioni singolari
- 93C73 perturbazioni
- 93C80 metodi di risposta in frequenza
- 93C83 problemi di controllo coinvolgenti computer (controllo di processi ecc.)
- 93C85 sistemi automatizzati (robot ecc.) [vedi anche 68T40, 70B15, 70Q05]
- 93C95 applicazioni
- 93C99 argomenti diversi dai precedenti, ma in questa sezione

## 93Dxx
stabilità
- 93D05 stabilità di Lyapunov ed altre stabilità classiche (di Lagrange, di Poisson, Lp, lp ecc.)
- 93D09 stabilità robusta
- 93D10 stabilità alla Popov di sistemi a retroazione
- 93D15 stabilizzazione dei sistemi basata su retroazioni
- 93D20 stabilità asintotica
- 93D21 stabilizzazione adattiva e robusta
- 93D25 approcci di ingresso-uscita
- 93D30 funzioni di Lyapunov scalari e vettoriali
- 93D99 argomenti diversi dai precedenti, ma in questa sezione

## 93Exx
sistemi stocastici e controllo
- 93E03 sistemi stocastici, in generale
- 93E10 stima e rilevazione [vedi anche 60G35]
- 93E11 filtraggio [vedi anche 60G35]
- 93E12 identificazione dei sistemi
- 93E14 allisciamento dei dati
- 93E15 stabilità stocastica
- 93E20 controllo stocastico ottimale
- 93E24 metodi dei minimi quadrati e metodi collegati
- 93E25 altri metodi computazionali
- 93E35 apprendimento stocastico e controllo adattivo
- 93E99 argomenti diversi dai precedenti, ma in questa sezione